# 劉敏 (蜀漢)
劉敏（不晚於192年—？）。荆州零陵郡泉陵縣（當今湖南省永州市零陵區）人，中國三國時代的蜀漢官員與書法家。原先他的祖先為徐州彭城郡人，後來整個家族遷居到零陵生活。祖父劉優於漢獻帝在位時，官至尚書右僕射。表兄蔣琬也與他同為侍奉劉禪的蜀漢官員，曾擔任過大司馬，更受封為安陽亭侯。劉敏自成為孝廉起，擔任許多官職，又協助王平破敵，而立功封侯。在眾多纪传体史書中，其傳記被作為《三國志》卷四十四〈蔣琬費禕姜维傳〉的附傳，另在同樣蒐錄於《三國志》的卷四十〈劉彭廖李劉魏楊傳〉注文與卷四十三〈黃李呂馬王張傳〉的內容，皆可以查閱到他的事蹟。

## 家世
在傳到劉敏的曾祖父为劉綽這一代以前的歷代祖宗，都一直居住在徐州彭城郡。等到劉綽受朝廷拜為零陵郡守時，整個家族才從彭城郡遷居到零陵郡生活，也在定居後生下兒子劉優。劉優在少年時的名聲十分良好，而被推舉為孝廉，也於漢獻帝在位時，先後擔任侍御史、御史大夫和尚書右僕射。另外，劉敏的家族與同郡人士蔣琬的親戚，結為姻親關係。

## 官宦生涯

### 早期
劉敏在年齡二十歲左右時，與表兄蔣琬成為享有名聲的人，並受推為孝廉。建興年間，以侍御史的身份從官員的名譽與功過中，進行相關的舉發和督察時，絲毫沒有危害任何無辜人士，而得到眾多朝廷官員的讚賞。後來，改任右護軍兼偏將軍，也在建興九年（231年）與諸葛亮等多位蜀漢官員，連署上書要求朝廷罷免李嚴的官爵。

### 破敵立功
延熙六年（243年），鎮北大將軍王平二度成為漢中都督時，劉敏遷為漢中都督左護軍兼揚威將軍，派往到漢中協助王平做好鎮守的任務。隔年二月，曹魏大將軍曹爽率領十萬名的兵力往漢川攻打時，其前鋒部隊已達到駱谷。當下，漢中守軍不到三萬人，使在場將領感到驚慌，於是其中有人受雙方兵力的差異極大，而提議先採取堅守二座城池、再以開城門使敵軍入城來等候援軍的報到。不過，王平認為這項計畫難以執行，而提出受他作為後援之下，先派遣劉敏與參軍杜祺，一同據守興勢山，再等到敵軍攻進黃金縣時，自己率兵下山阻抗他們的前進，好讓援兵有充分時間能趕來救援。同樣地，反對守城的劉敏認為男女仍遍布四方田野，且正耕耘的糧食堆積於田間。假如任由敵軍侵入更深處，會造成我方的不利。所以，劉敏贊成王平的想法，就即時率兵與王平占領興勢山，更連綿不斷地安置到有一百里多遠的旗幟隊形。過了一會兒，大將軍費禕與涪縣地方軍終於從成都趕來協助，促成曹爽只好採取撤軍返回曹魏。戰爭結束時，劉敏憑藉在這場戰役立下的汗馬功勞，而受封為雲亭侯。

### 晚年
然後，劉敏因被加任中書侍郎這一職，則必須要進出宮廷，故在與每名官員見面前，會無不注重儀容的端莊。接著，於就任蜀郡太守期間，為當地百姓努力實施政策。往後的事蹟不見於任何史書，其生死與下落不明。

## 小說形象

### 三國演義
不論是在明朝嘉靖年間發行的《三國通俗演義》，還是由黃正甫刊行的《三國志傳》，甚至是透過毛宗崗批改的《三國演義》，劉敏皆在丞相諸葛亮對曹魏出征的參與名單出現，並一致設定其官職為右護軍兼偏將軍。只是，在往後的任何回目當中，就再未出現過一次。

### 後漢演義
劉敏只在《後漢演義》第九十六回〈承遺詔司馬秉權〉，以蜀漢護軍身分登場，就沒出現後面任何回目。於延熙六年發生的興勢一戰當中，已任護軍的劉敏在鎮北大將軍王平的指揮下，以一萬名的軍力作為據守興勢山的兵力，並當場安放長達一百里的旗幟陣仗，更以興勢山當作與關內互相呼應的關口保障。接著，順利阻止曹爽的進軍。然而，與這小說敘述有差異的史實部分，劉敏在這場戰役中，並非像小說一樣是由王平下令才率軍據守興勢山，而是主動率軍同王平到山上，並當場開始以擺旗陣牽制敵軍。

## 評價
關於劉敏得到的評價多為正面。像是，宋朝文臣曾公亮和丁度奉命編輯《武經總要》時，把劉敏在興勢山之戰擺旗陣和同時期的東吳使曹丕離臨江、賈逵設旗鼓退吳軍等表現，作為以疑兵退敵軍的實例。然後，明朝淩迪知編寫《萬姓統譜》時，稱讚劉敏為擅長草書的書法家，也對他的做官風格極有讚賞。以及，清朝康熙時的永州知府劉道著與底下屬吏在編修《永州府志》時，將劉敏的介紹列入當地名賢的傳記，表達對他的致意。